# Евстафий (патриарх Константинопольский)
Патриа́рх Евста́фий  (греч. Πατριάρχης Ευστάθιος) — патриарх Константинопольский с 1020 года по декабрь 1025 года.

## Жизнеописание
До патриаршества Евстафий был «протопапой» — главным священником церквей Большого императорского дворца. По свидетельству, приводимому Яхьёй Антиохийским, Евстафий был назначен константинопольским патриархом 12 апреля 1020 года, и патриаршествовал он 5 лет и 8 месяцев.
Евстафий ввёл практику закрытия алтаря завесой, дабы оградить Священное Таинство от неблагоговейных взоров случайно зашедших людей.
В 1024 году он принял участие в попытках византийцев найти компромиссное решение между ними и папой римским в вопросе об увеличивающемся разрыве между Западной и Восточной церквями.
Евстафий умер в декабре 1025 года за несколько дней до смерти императора Василия II.